# Tenrec ecaudatus
El tenrec común o tenrec sin cola (Tenrec ecaudatus) es una especie de mamífero de la familia Tenrecidae. Habita en las islas Comores, Madagascar, Mauricio, Reunión, y Seychelles. 

## Hábitat
Su hábitat natural son los bosques secos tropicales o subtropicales, los bosques bajos húmedos tropicales o subtropicales, región montana húmeda tropical o subtropical, sabana seca, matorrales secos y húmedos tropicales o subtropicales, matorrales de gran altitud tropicales o subtropicales, praderas secas y de gran altitud tropicales y subtropicales, tierra arable, tierra de pastura, jardines rurales y áreas urbanas.

## Características
El tenrec común es la especie de tenrec terrestre más grande. Tiene 26 a 39 cm de longitud y pesa 1,5 a 2,5 kg. Tiene un tamaño promedio, pelo áspero y largo de color gris o gris rojizo, y filosas espinas en todo el cuerpo.

## Comportamiento
Si es amenazado, esta especie de tenrec chilla, endereza sus pelos puntiagudos en forma de cresta, salta, corcovea y muerde. 
Este se refugia en un nido de parto y hojas bajo una roca, tronco o arbusto en el día.
Puede dar a luz hasta 32 crías por vez, con un promedio de 15 a 20 después de una gestación de 50 a 60 días; cuando son jóvenes pueden tener una apariencia rayada con listas blancas y negras. A pesar de que en ocasiones es denominado tenrec sin cola, este tiene una cola pequeña de 1 a 1,5 cm de longitud.

## Dieta
No solo come pequeños invertebrados, entre las hojas, sino también cadáveres y caza ranas y ratones.

## Estado de conservación
En 2008 fue catalogado en la Lista Roja de la UICN como especie con preocupación menor LC (del inglés Least Concern), por ser una especie ampliamente distribuida y con un hábitat intervenido por el hombre, pero sin amenazas mayores para ellos.